# Gamla BBR (Boverket)
Boverkets byggregler, BBR, är en samling av föreskrifter och allmänna råd som fastställs av Boverket och gäller svenska byggnader sedan 1 januari 1994. BBR har uppdateras många gånger från BBR1 till nu BBR31 år 2025.
Gamla BBR ersätts den 1 juli 2025 av nya BBR, med en övergångsperiod fram till den 1 juli 2026, under vilken både gamla och nya BBR får tillämpas.
I PBL, PBF, BBR och EKS finns statens minimikrav på det som byggs.
BBR innehåller regler om de flesta tekniska egenskapskraven i Plan- och bygglagen. De krav som inte ingår är bärförmåga, stadga och beständighet, bredbandsanslutning och laddning av elfordon. Reglerna i BBR handlar också om utformningskrav och tomtkrav i PBL. BBR gäller för nybyggnation, tillbyggnader och ombyggnader. Det är den som låter utföra arbetet (byggherren) som är skyldig att se till att lagar och förordningar följs.
BBR är indelat i följande avsnitt:
1. Inledning beskriver bland annat det juridiska sambandet mellan lagar och föreskrifter.
2. Allmänna regler för byggnader innehåller sådant som gäller alla kapitel, exempelvis regler om material och produkter, projektering, utförande och drift- och skötselinstruktioner.
3. Tillgänglighet, bostadsutformning, rumshöjd och driftutrymmen innehåller regler för hur byggnader ska utformas. Tillgänglighet för att vara tillgängliga för personer med nedsatt rörelse- eller orienteringsförmåga. Bostadsutformning är vad som ska finnas i en bostad, exempelvis rum för personhygien, daglig samvaro, sömn och vila samt kök. Rumshöjd anger vilken minsta rumshöjd som gäller för olika typer av rum.
4. Bärförmåga, stadga och beständighet är ett avsnitt som endast hänvisar till Boverkets föreskrifter och allmänna råd om tillämpning av europeiska konstruktionsstandarder, EKS.
5. Brandskydd beskriver hur en byggnad ska utformas för att fungera vid en brand. Det ställs krav på utrymningsvägar, skydd mot uppkomst av brand, brandspridning inom en byggnad och mellan byggnader, bärförmåga vid brand samt anordningar för brandsläckning.
6. Hygien, hälsa och miljö beskriver hur byggnaden ska utformas för att inte påverka människor negativt. Det innebär krav på frisk luft, ljus, inomhustemperatur och tillgång till vatten samt på byggnadsmaterialen som byggnaden består av. Avsnittet behandlar även fukt.
7. Bullerskydd handlar om hur byggnader ska utformas för att ljud inte ska störa de som vistas i byggnaden.
8. Säkerhet vid användning innehåller regler för att olycksfall ska begränsas. Exempel på olycksfall tas upp är halkning, fall, klämning, snubbling, brännskador, explosioner, drunkning, instängning, förgiftning och elstötar.
9. Energihushållning ställer krav på byggnaden framförallt gällande isolering.